# سیارک ۱۱۶۹
سیارک ۱۱۶۹ (به انگلیسی: 1169 Alwine، نامگذاری:1930QH) هزار و صد و شصت و نهمین سیارک کشف شده‌است که در ۳۰ اوت ۱۹۳۰ و در هایدلبرگ کشف شد.
قدر مطلق سیارک برابر ۱۳٫۰۰ است.